# Jastrieb (kombinezon)

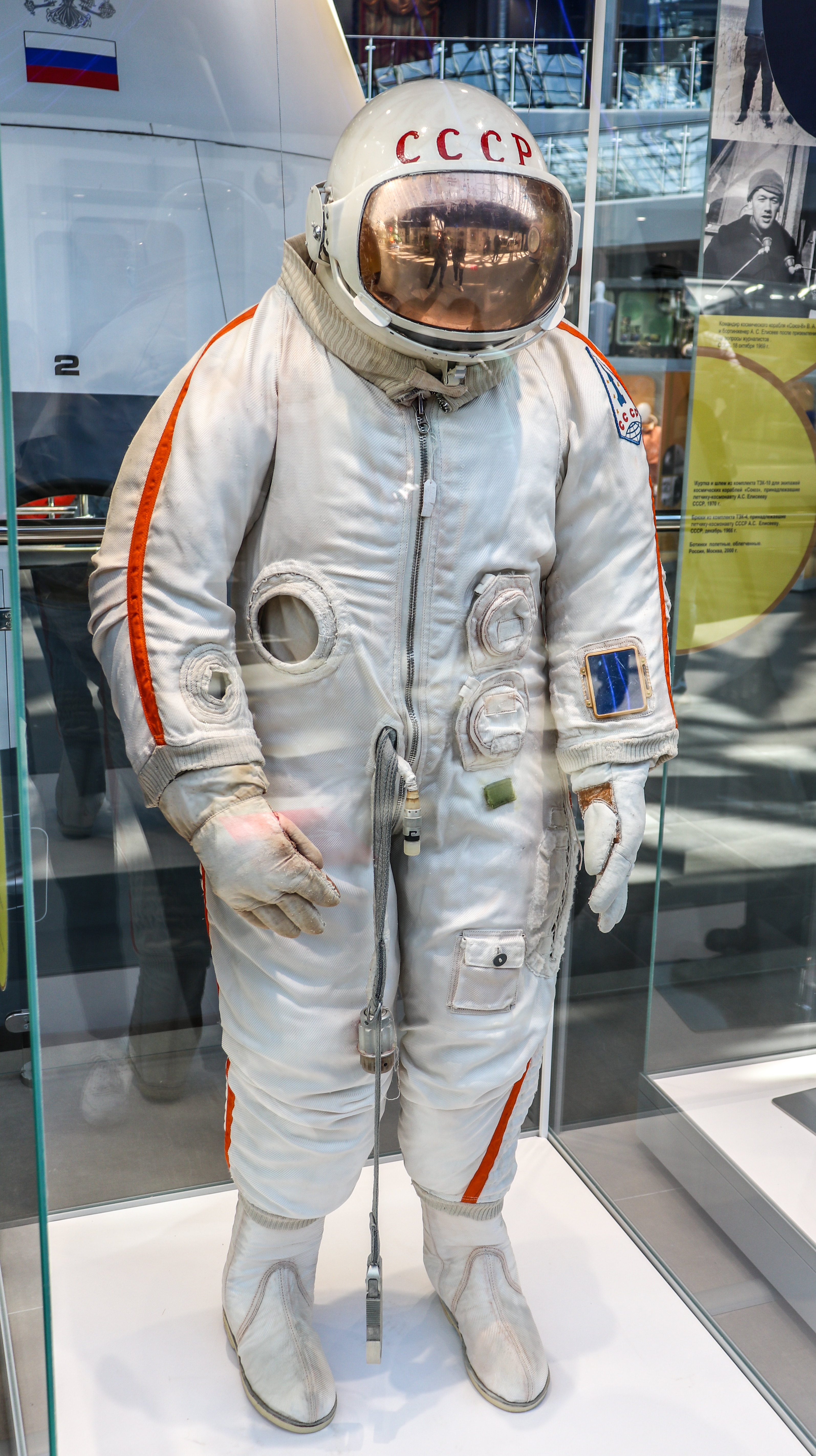
Model kombinezonu Jastrieb

Jastrieb (ros. Ястреб) – radziecki skafander kosmiczny wyprodukowany przez NPP Zwiezda na potrzeby pierwszych misji programu Sojuz. Był on starannie zaprojektowany, by umożliwić wyjście z modułu orbitalnego Sojuza, a następnie wejście do niego (statek Sojuz w podstawowej wersji nie miał hermetycznego tunelu, przez który można by było przejść ze statku do statku). Jastrieb mógł zapewnić bezpieczny spacer kosmiczny przez 2,5 godziny.

## Dane techniczne
- Nazwa: Jastrieb
- Producent: NPP Zwiezda

- Misje: Sojuz 4, Sojuz 5
- Funkcje: spacer kosmiczny
- Ciśnienie robocze: 0,4 bar
- Masa całkowita: 41,5 kg
- Całkowity czas podtrzymywania życia: 150 min
- Poprzednik: Bierkut
- Następca: Krieczet 94 (nigdy nie użyty), Sokoł, Orłan